# Coptotettix diyalensis
Coptotettix diyalensis är en insektsart som beskrevs av Sigfrid Ingrisch och Garai 2001. Coptotettix diyalensis ingår i släktet Coptotettix och familjen torngräshoppor. Inga underarter finns listade i Catalogue of Life.